# سان هياسنت (كيبك)
سان هياسنت، كيبك (بالإنجليزية: Saint-Hyacinthe)‏ هي مدينة كندية تقع في مقاطعة كيبك. تبلغ مساحة هذه المدينة 188.6861 (كم²)، ويبلغ عدد سكانها 51616 نسمة حسب إحصاء سنة 2006 م، بينما كان يسكنها 50394 نسمة في سنة 2001 م. تحتل هذه المدينة المرتبة رقم 90 بين مدن كندا حسب عدد السكان والمرتبة رقم 17 في المقاطعة. النمو سكاني في هذه المدينة يقدر بـ(2.4).

## أعلام
- جان بيرثيوم
- غيرالد فوتو
- ريان لاركن
- كاثرين أوريليا كاويت
- بيير غيندرون
- جوزيف فونتين
- جاك فلين
- جيرار كوتيه

## وصلات خارجية
- الأطلس الحكومي لكندا
- إحصاءات كندا مع ساعة تعداد السكان